# Raphael Edery

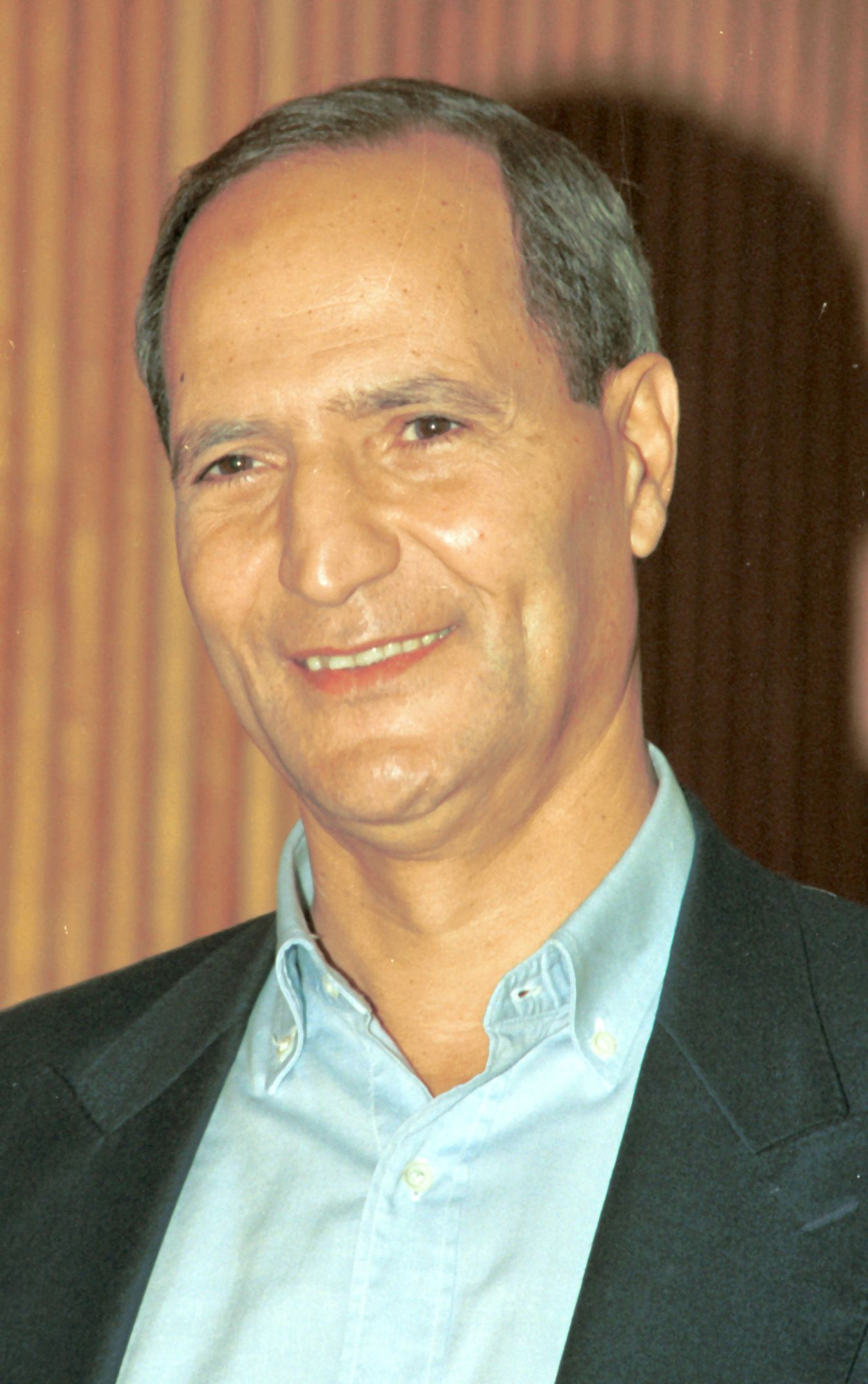
Raphael Edery (1991)

Raphael Edery (hebräisch רפאל אדרי‎, * 10. September 1937 in Casablanca; † 22. Juni 2024) war ein israelischer Politiker. Von 1988 bis 1990 war er Minister ohne Portfolio, 1990 Minister für Umweltschutz.

## Biografie
Edery wanderte 1956 nach Israel ein, arbeitete bei der Awoda und war Gemeinderatsvorsitzender von Chatzor HaGlilit, einem Ort bei Safed und Rosch Pina im Norden Israels. Er war Mitglied im Verwaltungsrat von Solel Boneh (hebräisch סולל בונה‎, lit. Pflastern und Bauen), des Bauunternehmens des Gewerkschaftsbundes Histadrut, und Generaldirektor der Housing & Construction Holding Company Limited (hebräisch שיכון ובינוי‎) sowie Vorsitzender der World Assembly of Maghreb Jews in Israel. 1981 war er Knessetabgeordneter von HaMa’arach. Im Jahre 1984 wurde er wiedergewählt und war Vorsitzender der parlamentarischen Gruppe von HaMa’arach und der Allparteienregierungskoalition. Er wurde 1988 erneut wiedergewählt und wurde zum Minister ohne Portfolio in der Allparteienregierungskoalition von 1988 ernannt. 1990 war er Minister für Umweltschutz. Er schied 1990 aus dem Kabinett aus, als HaMa’arach die Koalition verließ. Edery wurde 1992 wiedergewählt und wurde stellvertretender Sprecher der Knesset. 1999 verlor er sein Mandat.
Raphael Edery starb am 22. Juni 2024 im Alter von 86 Jahren.